# Han Yeo-reum
Han Yeo-reum (hangul: 한여름; 25 de octubre de 1983) es una actriz surcoreana. Es conocida principalmente por sus papeles en películas del director Kim Ki-duk: Samaritan Girl (bajo el seudónimo de Seo Min-jeong) y El arco (The bow).

## Películas
- Samaritan Girl[2] (2004)
- El arco (The bow; 2005)
- Crazy Waiting  (2007)
- Fantastic Parasuicides (2007)
- Sex Volunteer: Open Secret 1st Story  (2010)

### Series de televisión
- Drama especial "Do You Know Taekwondo?" (KBS2, 2012)